# John Burch (Musiker)
John Burch (* 6. Januar 1932 in London als John Alexander Burchell; † 18. April 2006) war ein britischer Jazz- und R&B-Musiker (Piano, Komposition).

## Leben und Wirken
Burch spielte als Kind Boogie-Woogie; ab dem Alter von zwölf Jahren erhielt er Klavierstunden. Während des Wehrdiensts war er in Armeebands in Deutschland aktiv. Nach der Entlassung trat er mit R&B-Musikern wie Graham Bond oder Terry Lovelock auf, bevor er ein eigenes Trio gründete, mit dem er in Soldatenclubs der amerikanischen Streitkräfte in Europa aufspielte, beispielsweise 1959 mit Jeff Clyne und Bobby Wellins in Frankreich. Im Sommer 1960 erhielt er ein Engagement bei den Jazzmakers von Allan Gankey und Keith Christie, um 1961 mit Tony Archer zu Don Rendell zu wechseln, mit dem er das Album Roarin’ einspielte. Ende 1962 gründete Burch ein eigenes Oktett mit zunächst unter anderem Graham Bond und Ginger Baker, später mit Dick Heckstall-Smith und Jack Bruce, das er auch in 1970er und 1980er Jahren unterhielt. Daneben arbeitete er als Begleiter für durchreisende Solisten im Ronnie Scott’s Jazz Club und gehörte auch zu den Gruppen von Tommie White und Lennie Breslaw. Weiterhin war er mit Ray Warleigh, Kathy Stobart und Georgie Fame zu hören und tourte 1974 mit Ron Russell; für Fame arrangierte er auch über lange Jahre. In den 1980er und 1990er Jahren gehörte er dem Quartett von Dick Morrissey an. 1996 war er in der Reunion Band von Don Rendell zu erleben. Nach der Jahrtausendwende konzentrierte er sich auf eigene Formationen, insbesondere auf sein Quartett. Er starb an den Folgen einer Krebserkrankung.
Seine Kompositionen wurden auch von Georgie Fame und Buddy Rich gespielt. 2015 erschien postum unter seinem Namen The Ghost Album.

## Lexikalische Einträge
- John Chilton, Who Is Who in British Jazz London 2005; ISBN 978-0826472342